# Filip Klapka
Filip Klapka (* 20. Juni 1981) ist ein tschechischer Fußballspieler.

## Karriere
Klapka begann mit dem Fußballspielen im Alter von sechs Jahren bei Spartak Hradec Králové. Den Sprung in die Profimannschaft schaffte der Mittelfeldspieler zur Saison 2001/02. Ab der Rückrunde gehörte er zur Stammformation der Ostböhmen. In der Saison 2002/03 musste Hradec Králové absteigen, Klapka blieb seinem Klub zunächst noch treu, wechselte jedoch im Sommer 2004 zum Erstligisten FK Jablonec 97. 
In Jablonec gehörte Klapka sofort zum Stammaufgebot. Im ersten Halbjahr 2007 musste der offensive Mittelfeldakteur wegen einer Knieverletzung pausieren, spielte dann aber wieder regelmäßig für die Nordböhmen. Im Sommer 2009 verletze sich Klapka an der Achillesferse und fiel für die Hinrunde der Saison 2009/10 aus. Nach seiner Genesung schaffte er es nicht mehr zurück in die Mannschaft, die nach einem Lauf den fünften Tabellenplatz belegte.
Nachdem sein Vertrag im Sommer 2010 nicht verlängert worden war, liebäugelte Klapka mit einem Wechsel zu seinem ehemaligen Verein FC Hradec Králové. Schließlich wechselte der Tscheche im Juni 2010 zum kasachischen Klub Tobol Qostanai. Dort trifft Klapka auf seinen Landsmann Vít Turtenwald.

## Nationalmannschaft
Klapka spielte ein Mal für die tschechische U-20-Auswahl. Am 26. März 2002 trennten sich Deutschland und Tschechien in einem Freundschaftsspiel in Chemnitz 1:1 unentschieden. Klapka spielte in den ersten 45 Minuten, für ihn wurde in der zweiten Halbzeit David Bystroň eingewechselt.

## Erfolge
- Kasachischer Meister: 2010